# Tatyane Goulart
Tatyane Fontinhas Goulart (Rio de Janeiro, 18 de outubro de 1983), é uma atriz e dubladora brasileira. Tatyane iniciou sua carreira artística em 1991, interpretando Bia na telenovela Felicidade, pela qual recebeu o Troféu Antena de Ouro. Em 1994, teve destaque em Quatro por Quatro no papel de Ângela.
Em 2007 substituiu Isabelle Drummond, ao interpretar a boneca Emília na sétima e última temporada de Sítio do Picapau Amarelo. Em 2009, interpretou Vanessa no seriado Cinquentinha. Em 2013, voltou a aparecer na novela da Rede Record, Pecado Mortal.
Em 2014, abandonou sua carreira na televisão para se dedicar as dublagens no MG Studios, o qual também passou a administrar em 2016. Em 2017, protagonizou a peça “O Grande Amor da Minha Vida”, ao lado de Marcello Melo Jr.

## Filmografia

### Televisão
| Ano     | Título                   | Papel                             | Notas                                             |
| ------- | ------------------------ | --------------------------------- | ------------------------------------------------- |
| 1991    | Felicidade               | Beatriz de Sousa Peixoto (Bia)    |                                                   |
| 1992    | Perigosas Peruas         | Marília                           | Participação                                      |
| 1992    | Você Decide              |                                   | Episódio: "Testemunha Ocular"                     |
| 1993    | O Mapa da Mina           | Carolina Torres de Almeida        |                                                   |
| 1994    | Você Decide              |                                   | Episódio: "O Transplante"                         |
| 1994    | Quatro por Quatro        | Ângela Herrera Franco             |                                                   |
| 1995    | Você Decide              |                                   | Episódio: "Namoro Adolescente"                    |
| 1996    | Você Decide              |                                   | Episódio: "Tempo de Namoro"                       |
| 1996    | Você Decide              | Episódio: "Não Se Esqueça de Mim" |                                                   |
| 1996    | Malhação                 | Fátima Maria                      | Participação                                      |
| 1997    | Você Decide              |                                   | Episódio: "A Vizinha"                             |
| 1998    | Sandy & Junior Especial  | Betina                            | Episódio: "Piloto"                                |
| 1998–99 | Globo Ciência            | Apresentadora                     |                                                   |
| 2000    | Uga Uga                  | Lilith Guerra Pomeranz            |                                                   |
| 2003    | Kubanacan                | Mercedita Pantaleón Camacho       |                                                   |
| 2004    | Senhora do Destino       | Alessandra / Suposta Lindalva     | Episódio: "1 de julho"                            |
| 2005    | Sob Nova Direção         | Dani                              | Episódio: "A Escola Sem Fim"                      |
| 2007    | Sítio do Picapau Amarelo | Emília                            | Temporada 7                                       |
| 2008    | Casos e Acasos           | Bel                               | Episódio: "O Concurso, o Vestido e a Paternidade" |
| 2008    | Guerra e Paz             | Alice                             | Episódio: "Pedro & Bina"                          |
| 2009    | TV Globinho              | Apresentadora                     | Temporada 10                                      |
| 2009    | Cinqüentinha             | Vanessa de Carvalho               |                                                   |
| 2013    | Pecado Mortal            | Lívia Vêneto                      |                                                   |
| 2021    | Gênesis                  | Milca                             | Fase: Jornada de Abraão                           |